# Vrh pri Ljubnu
Vrh pri Ljubnu je naselje u slovenskoj Općini Novom Mestu. Vrh pri Ljubnu se nalazi u pokrajini Dolenjskoj i statističkoj regiji Jugoistočnoj Sloveniji. 

## Stanovništvo
Prema popisu stanovništva iz 2002. godine naselje je imalo 88 stanovnika.